# 光枝楔叶柃
光枝楔叶柃（学名：Eurya cuneata var. glabra）为山茶科柃木属下的一个变种。

## 扩展阅读
- 維基物種上的相關：光枝楔叶柃